# Kreisgericht Hamm
Das Kreisgericht Hamm war von 1849 bis 1879 ein preußisches Kreisgericht mit Sitz in Hamm.

## Geschichte
Die „Verordnung über die Aufhebung der Privatgerichtsbarkeit und des eximierten Gerichtsstandes sowie über die anderweitige Organisation der Gerichte“ vom 2. Januar 1849 hob die Patrimonialgerichtsbarkeit auf. Gleichzeitig wurde das Appellationsgericht Hamm geschaffen, dem Kreisgerichte, darunter das Kreisgericht Hamm zugeordnet waren. Sein Sprengel umfasste den Landkreis Hamm mit den Städten Camen, Hamm und Unna. Das Kreisgericht Hamm war Schwurgericht für die Sprengel der Kreisgerichte Bochum, Dortmund und Soest. Eine Gerichtsdeputation wurden in Unna eingerichtet. Gerichtstage wurden in Camen gehalten. Der Sprengel des Kreisgerichts umfasste 45.862 Gerichtseingesessene (1859). Am Gericht waren ein Direktor und zehn Kreisrichter tätig.
Mit den Reichsjustizgesetzen wurden die Gerichte im Deutschen Reich vereinheitlicht. Das Kreisgericht Hamm wurde 1879 aufgehoben. Neu eingerichtet wurde nun das Amtsgericht Hamm im Bezirk des Landgerichtes Dortmund.
Die Gerichtsdeputation Unna wurden 1879 ebenfalls aufgehoben und das Amtsgericht Unna gebildet.